# Nati nel 1901/Luglio
| Questa pagina contiene informazioni ricavate automaticamente dalle voci biografiche con l'ausilio del template Bio e di un bot. L'aggiornamento è periodico e automatico e ricostruisce completamente la pagina. Se manca una persona in questa lista, sei pregato di non aggiungerla, ma accertati piuttosto che la sua voce biografica contenga il template Bio e che i dati anagrafici siano correttamente compilati. Se il template Bio manca, inseriscilo tu stesso o, in alternativa, metti l'avviso {{tmp\|Bio}} che ne segnala la mancanza. Se i dati riportati sono sbagliati, correggi direttamente la voce biografica; le modifiche saranno visibili in questa lista entro pochi giorni. Per chiarimenti vedi il progetto biografie. La lista contiene solo le 105 persone che sono citate nell'enciclopedia e per le quali è stato implementato correttamente il template Bio. Pagina aggiornata al 10 apr 2025. |

- 1º luglio - Marziano Barbieri, calciatore italiano († 1977)
- 1º luglio - Jacques Benoist-Méchin, storico e giornalista francese († 1983)
- 1º luglio - Anacleto Cazzaniga, arcivescovo cattolico italiano († 1996)
- 1º luglio - Irna Phillips, autrice televisiva statunitense († 1973)
- 1º luglio - Karl Rainer, calciatore austriaco († 1987)
- 1º luglio - Giuseppe Seccatore, calciatore italiano († 1986)
- 3 luglio - José Lins do Rego, scrittore e sceneggiatore brasiliano († 1957)
- 4 luglio - Cesare Angelini, politico e sindacalista italiano († 1974)
- 4 luglio - Curtis Shears, schermidore statunitense († 1988)
- 4 luglio - Bruno Ubertini, veterinario italiano († 1973)
- 5 luglio - Ermenegildo Florit, cardinale e arcivescovo cattolico italiano († 1985)
- 5 luglio - Julio Libonatti, allenatore di calcio e calciatore argentino († 1981)
- 5 luglio - Len Lye, artista neozelandese († 1980)
- 5 luglio - Mark Borisovič Mitin, filosofo e storico sovietico († 1987)
- 5 luglio - Sergej Vladimirovič Obrazcov, burattinaio russo († 1992)
- 5 luglio - Birendranath Sircar, produttore cinematografico indiano († 1980)
- 5 luglio - Emilio Vitali, pittore italiano († 1980)
- 6 luglio - Romano Buschi, calciatore italiano
- 6 luglio - Pavel Alekseevič Rotmistrov, generale e politico sovietico († 1982)
- 6 luglio - Ladislao de Gauss, pittore e pubblicitario italiano († 1970)
- 7 luglio - Vittorio De Sica, attore, regista e sceneggiatore italiano († 1974)
- 7 luglio - Angelo Giani, calciatore italiano
- 7 luglio - Gustav Knuth, attore tedesco († 1987)
- 7 luglio - Zeffiro Paulinich, calciatore italiano († 1989)
- 7 luglio - Eiji Tsuburaya, direttore della fotografia e produttore televisivo giapponese († 1970)
- 8 luglio - Jan Knížek, calciatore cecoslovacco († 1965)
- 8 luglio - Otto Wächter, generale, politico e avvocato austriaco († 1949)
- 9 luglio - Barbara Cartland, scrittrice britannica († 2000)
- 9 luglio - Pietro Giuriati, calciatore italiano
- 9 luglio - Jester Hairston, compositore e attore statunitense († 2000)
- 9 luglio - Nikifor Mran'ka, drammaturgo, romanziere e insegnante russo († 1973)
- 9 luglio - Lou Polli, giocatore di baseball italiano († 2000)
- 10 luglio - Karl Eggler, calciatore svizzero († 1966)
- 11 luglio - Renato Calapso, matematico italiano († 1976)
- 11 luglio - Jole Veneziani, stilista italiana († 1989)
- 13 luglio - Ernst Müller, calciatore tedesco († 1958)
- 13 luglio - Eric Portman, attore inglese († 1969)
- 13 luglio - Ernest Riedel, canoista statunitense († 1983)
- 13 luglio - Oscar Thorstensen, calciatore norvegese († 1966)
- 14 luglio - Gino Boccasile, illustratore, pubblicitario e militare italiano († 1952)
- 14 luglio - Antonio Cerotti, calciatore argentino († 1979)
- 14 luglio - Gerald Finzi, compositore inglese († 1956)
- 14 luglio - Lucien Prival, attore statunitense († 1994)
- 14 luglio - George Tobias, attore statunitense († 1980)
- 15 luglio - Nicola Abbagnano, filosofo e storico della filosofia italiano († 1990)
- 15 luglio - Regina Doria, ballerina e coreografa italiana († 1959)
- 15 luglio - Paulo Leal, schermidore portoghese († 1977)
- 16 luglio - Leon Shamroy, direttore della fotografia statunitense († 1974)
- 17 luglio - Finn Berstad, dirigente sportivo e calciatore norvegese († 1982)
- 17 luglio - Albert Béguin, critico letterario e traduttore svizzero († 1957)
- 17 luglio - Luigi Chinetti, pilota automobilistico, imprenditore e dirigente sportivo italiano († 1994)
- 17 luglio - Bruno Jasieński, scrittore polacco († 1938)
- 18 luglio - Diego Angulo Íñiguez, storico dell'arte spagnolo († 1986)
- 18 luglio - Stanisław Mikołajczyk, politico polacco († 1966)
- 18 luglio - George Strauss, politico britannico († 1993)
- 19 luglio - Claude Aveline, scrittore e poeta francese († 1992)
- 19 luglio - Carlo Izzo, critico letterario, anglista e traduttore italiano († 1979)
- 19 luglio - Anatolij Isakovič Lur'ie, ingegnere sovietico († 1980)
- 20 luglio - Louis Bloquel, calciatore francese († 1979)
- 20 luglio - Marcel Deflandre, ingegnere, dirigente sportivo e partigiano francese († 1944)
- 20 luglio - Ferdinando Glück, fondista e alpinista italiano († 1987)
- 20 luglio - Moses Häusler, calciatore austriaco († 1952)
- 20 luglio - Vehbi Koç, imprenditore e filantropo turco († 1996)
- 20 luglio - Heinie Manush, giocatore di baseball statunitense († 1971)
- 20 luglio - Gaston Waringhien, scrittore, traduttore e esperantista francese († 1991)
- 21 luglio - Arduino Angelucci, artista italiano († 1981)
- 21 luglio - Attilio Basso, militare italiano († 1941)
- 21 luglio - János Biri, calciatore e allenatore di calcio ungherese († 1974)
- 21 luglio - Alberto Doria, sceneggiatore e regista italiano († 1944)
- 21 luglio - Allyn Joslyn, attore statunitense († 1981)
- 21 luglio - Victor Leemans, politico belga († 1971)
- 21 luglio - Max Linder, scenografo e attore svedese († 1948)
- 21 luglio - Jean Luchaire, giornalista francese († 1946)
- 21 luglio - Paolo Mazza, allenatore di calcio e dirigente sportivo italiano († 1981)
- 22 luglio - Giuseppe Berti, politico italiano († 1979)
- 22 luglio - Toshiji Kamohara, ittiologo giapponese († 1972)
- 22 luglio - Charles Weidman, ballerino statunitense († 1975)
- 23 luglio - Giuseppe Fabbri, giornalista, pittore e ceramista italiano
- 23 luglio - Giovanni Farina, militare e aviatore italiano († 1942)
- 23 luglio - Helen Ferguson, attrice statunitense († 1977)
- 23 luglio - Donald Reed, attore messicano († 1973)
- 23 luglio - Eugene Oberst, giavellottista, giocatore di football americano e allenatore di football americano statunitense († 1991)
- 23 luglio - Hank Worden, attore statunitense († 1992)
- 24 luglio - Mabel Albertson, attrice statunitense († 1982)
- 24 luglio - Igor' Vladimirovič Il'inskij, attore e regista sovietico († 1987)
- 24 luglio - Sophie von Hohenberg, nobile austriaca († 1990)
- 25 luglio - Mohammed Helmy, medico egiziano († 1982)
- 25 luglio - Lila Lee, attrice statunitense († 1973)
- 26 luglio - Umberto Caligaris, calciatore e allenatore di calcio italiano († 1940)
- 26 luglio - Louis Dufour, hockeista su ghiaccio svizzero († 1982)
- 26 luglio - Giulio Krall, ingegnere e matematico italiano († 1971)
- 27 luglio - Gabriele Bianchi, compositore italiano († 1974)
- 27 luglio - Natalie Moorhead, attrice statunitense († 1992)
- 27 luglio - Vladimir Ivanovič Ščerbakov, generale e politico sovietico († 1981)
- 28 luglio - Rudy Vallée, attore, cantante e musicista statunitense († 1986)
- 29 luglio - David Arellano, calciatore cileno († 1927)
- 29 luglio - Silvio Ballarin, matematico e geodeta italiano († 1969)
- 29 luglio - Fritz Helmut Landshoff, editore tedesco († 1988)
- 30 luglio - Arnaldo Carli, ciclista su strada e pistard italiano († 1972)
- 30 luglio - James Carson, pallanuotista statunitense († 1964)
- 30 luglio - Maurice Norland, mezzofondista francese († 1967)
- 31 luglio - Renié, costumista statunitense († 1992)
- 31 luglio - Jean Dubuffet, pittore, scultore e scrittore francese († 1985)
- 31 luglio - Francesco Rastelli, calciatore italiano
- 31 luglio - Rudolf Slánský, politico cecoslovacco († 1952)